# باري تومبكينز
باري تومبكينز (بالإنجليزية: Barry Tompkins)‏ هو معلق رياضي أمريكي، ولد في 2 مايو 1940 في سان فرانسيسكو في الولايات المتحدة.